# Felix Bastians
Felix Bastians est un footballeur allemand né le 9 mai 1988 à Bochum en Allemagne. Il évolue actuellement comme défenseur central à Waasland-Beveren.

## Palmarès
Vierge